# 膳所城

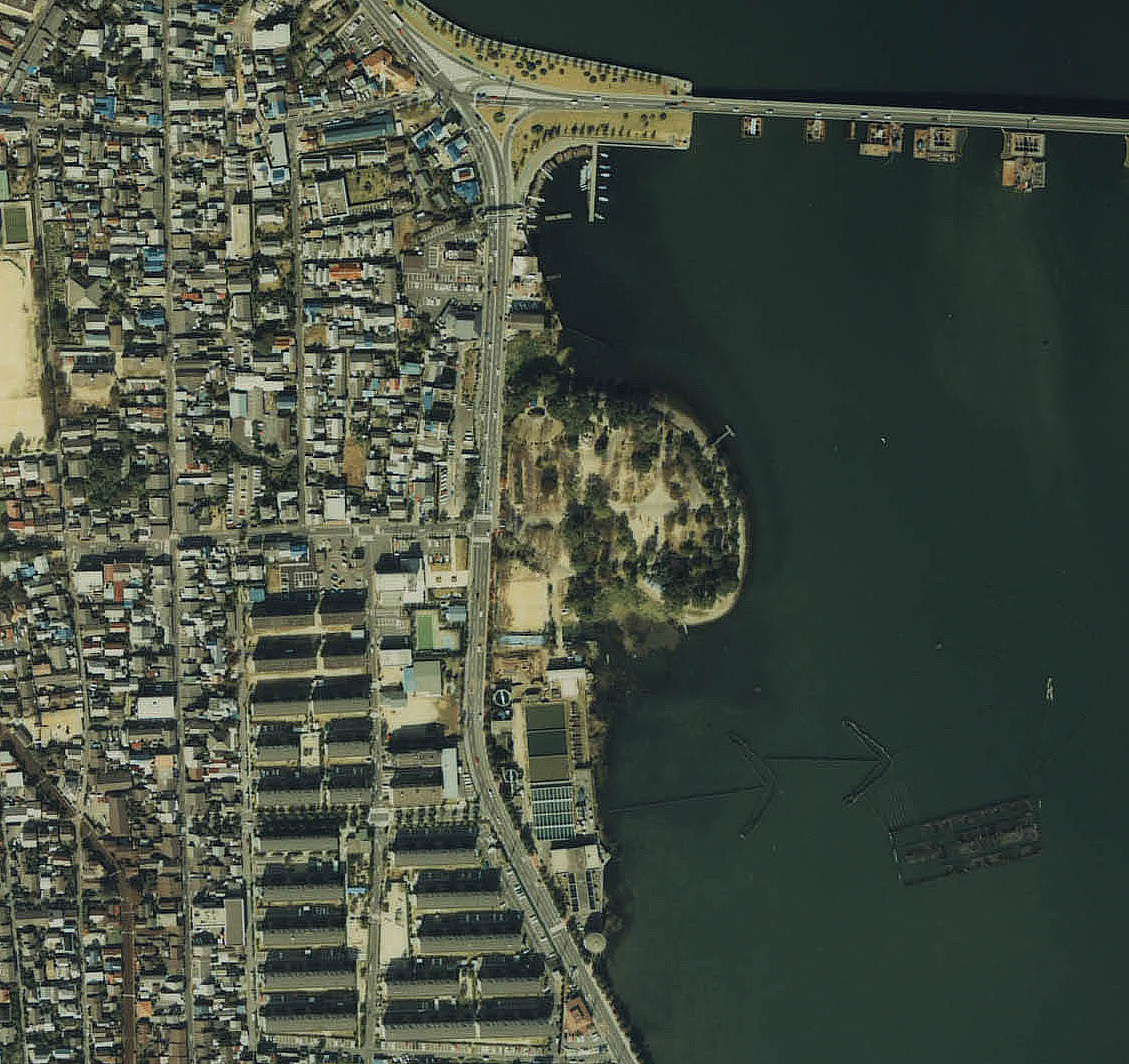
膳所城の航空写真
（1982年撮影・国土航空写真）

膳所城（ぜぜじょう）は、滋賀県大津市本丸町にあった日本の城。

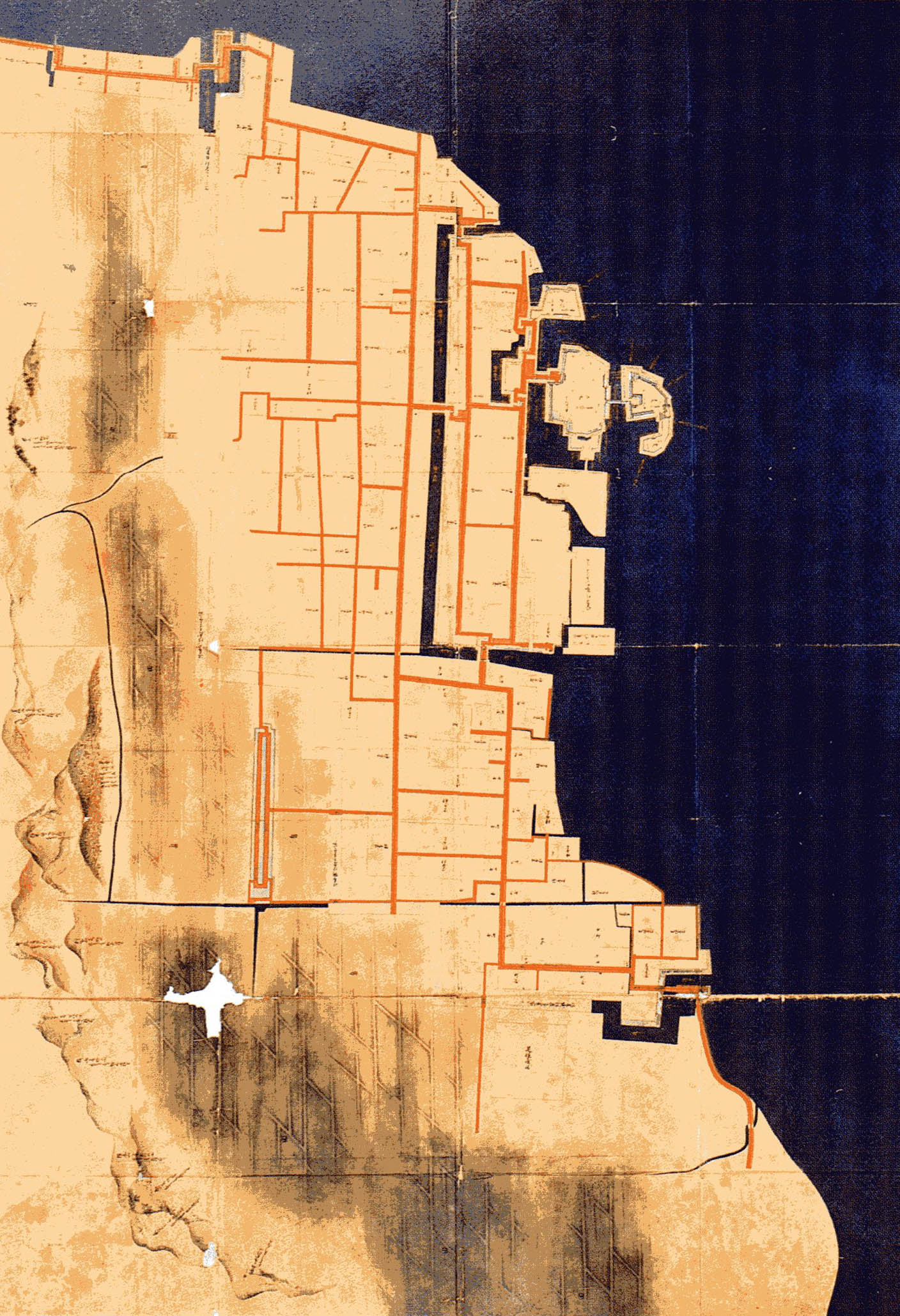
近江国膳所城絵図（改修前の膳所城）

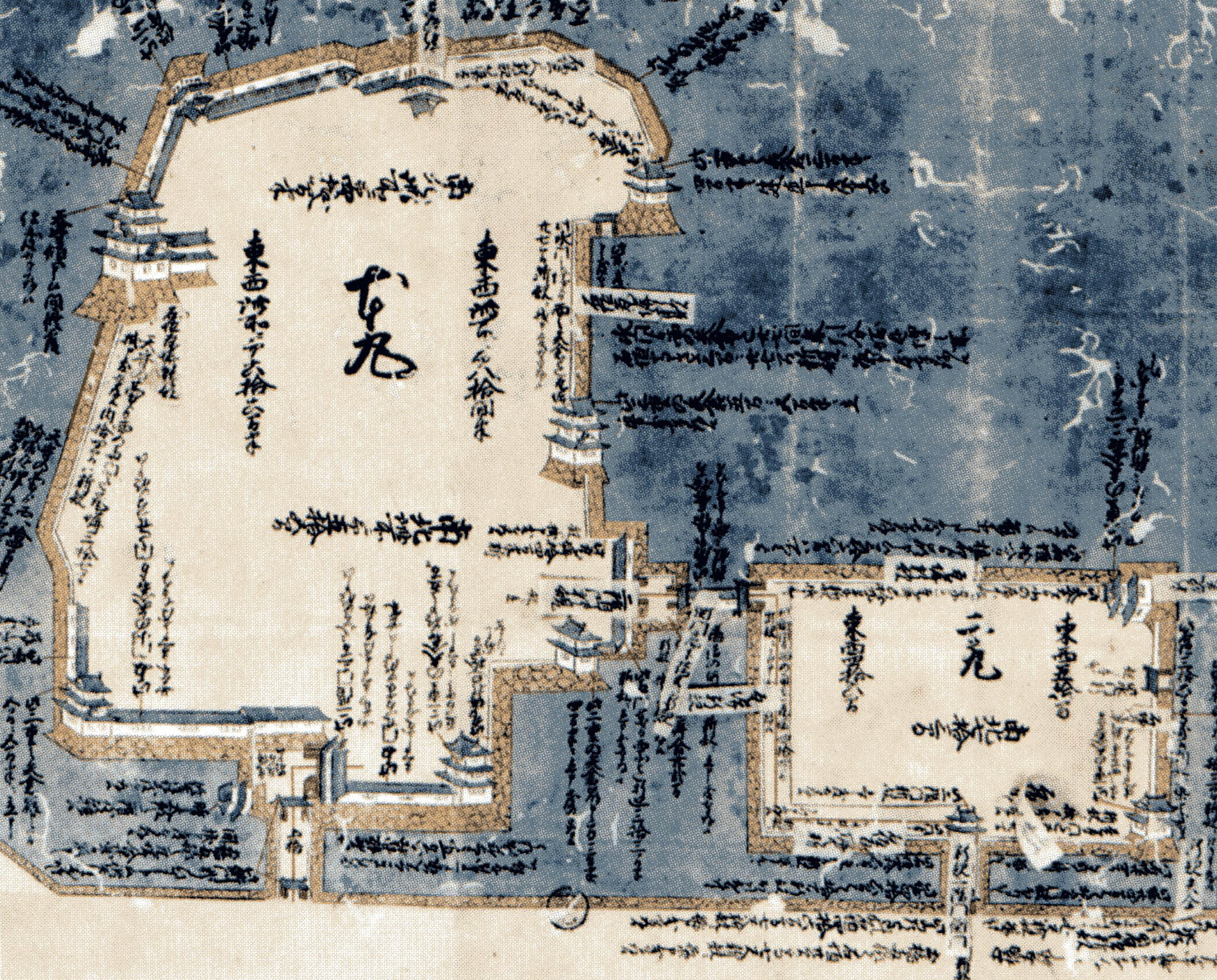
膳所城修復願ヶ所絵図（改修後の膳所城）

## 概要
膳所城は大津市街の東部に位置し、相模川河口付近にあった膳所崎と呼ばれる琵琶湖に突き出た土地に築かれた水城であり、日本三大湖城の一つに数えられ、また大津城、坂本城、瀬田城と並ぶ「琵琶湖の浮城」の一つである。陸続きの部分に三の丸を配し、二の丸・北の丸・本丸が琵琶湖に突出する梯郭式の縄張りであった。本丸には4重4階の天守が上げられ、水面に映える姿は里謡に「瀬田の唐橋、唐金擬宝珠（からかねぎぼし）、水に浮かぶは膳所の城」と謡われていた。

## 沿革

### 近世
慶長5年（1600年）関ヶ原の戦いに勝利し名実共に天下人となった徳川家康は、翌、慶長6年（1601年）東海道の押さえとして、大津城を廃し膳所崎に城を築かせた。膳所城は江戸城、大坂城、名古屋城など天下普請として江戸幕府が諸大名に号令し築いた城の第一号である。縄張りは城造りの名手と言われた藤堂高虎に計画させた。湖の中に石垣を築き、本丸西隅に4重4階の天守が築かれた。家康がこの地を選んだ理由として、昔より「瀬田の唐橋を征するものは天下を征する」と言われた瀬田の唐橋に近い場所であったからであると言われる。
築城された年に大津城主戸田一西を3万石で入城させここに膳所藩が成立した。以後、譜代大名の居城となった。その子の氏鉄は元和3年（1617年）に摂津国尼崎藩に転封となった。
代わって本多康俊が三河国西尾藩より入城。その子、俊次は元和7年（1621年）再び西尾へ転封となった。代わって、伊勢国長島藩より菅沼定芳が入城し寛永11年（1634年）丹波国亀山藩に転出。下総国佐倉藩より石川忠総が入城、子の憲之は慶安4年（1651年）に伊勢国亀山藩に転封となった。
石川氏の後は再び西尾藩より本多俊次が7万石で入り、13代220年の間、本多氏の居城となり明治維新を迎えた。
寛文2年（1662年）に地震があり、建造物が倒壊した。このため俊次は本丸と二の丸の間を埋め立てて本丸を拡張する等の城の大改修を行った。
膳所城は湖沿岸に建造された城であるため、時間を経ると波による浸食に悩まされ続けることとなった。このため絶えず城の補修を余儀なくされ、これが藩の財政を逼迫させる一因となっていた。

### 近・現代
明治3年（1870年）新政府の早期実現を望む藩士達により、廃城の太政官布告が出された翌日より天守以下の建物の解体・移築が行われた。
跡地には膳所監獄が設けられ、その後、滋賀刑務所に改称。1966年（昭和41年）に市内石山寺辺町に移転するまで存続した。
現在は完全に陸続きとなった本丸跡は「膳所城跡公園」として整備され、石垣がわずかに残っているほか、勢多口総門を忠実に再現した模擬門が建てられた。城門は膳所神社（本丸大手門）、篠津神社（北大手門）、鞭崎八幡宮（南大手門）に現存しており、それぞれ国の重要文化財に指定されている。なお、高麗門は大阪府泉大津市松之浜町2丁目の「細見記念財団」が所有する地に移築されている。市内の芭蕉会館に本丸隅櫓が移築され現存しているが、大幅に改造されており原形を留めていない。
平成18年（2006年）には民家に移築されていた瀬田口総門番所が取り壊された。また、二の丸跡は現在、膳所浄水場となっている。

## 移築された遺構の一覧
『滋賀文化財だより』No.77（1983年8月31日、編集発行:財団法人滋賀県文化財保護協会）を元に作成した。
| 遺構                 | 現所有者                                         | 現所在地 | 備考 |
| -------------------- | ------------------------------------------------ | --- | --- |
| 勢多口総門           | 建部大社→個人所有（細見家）→ポートランド日本庭園 | アメリカ合衆国オレゴン州ポートランド市（北緯45度31分7.3秒 西経122度42分28.8秒 / 北緯45.518694度 西経122.708000度） | 高麗門、1687年（貞享4年）に建てられ、廃城後の1872年（明治5年）に建部大社へ移築されたが1934年（昭和9年）の室戸台風で倒壊した。その後細見良が購入し泉大津市へ移築されたが2018年の台風でまた倒壊した。その後アメリカのオレゴン州にあるポートランド日本庭園が購入し2024年（令和6年）に移築が完了する予定である 。 |
| 勢多口総門番所       | 元個人所有（現存せず）                           | 滋賀県大津市御殿浜（北緯34度59分14.33秒 東経135度53分50.53秒 / 北緯34.9873139度 東経135.8973694度）                | 入母屋造、民家として利用され2006年（平成18年）に解体された。 |
| 南大手門             | 鞭崎八幡宮                                       | 滋賀県草津市矢橋（北緯35度00分28.43秒 東経135度55分36.44秒 / 北緯35.0078972度 東経135.9267889度）                  | 高麗門、重要文化財、慶長年間の特徴を残していて、1871年（明治4年）に移築された。 |
| 北大手門             | 篠津神社                                         | 滋賀県大津市中ノ庄（北緯34度59分26.29秒 東経135度53分35.70秒 / 北緯34.9906361度 東経135.8932500度）                | 高麗門、重要文化財、棟札から1872年（明治5年）に移築されたと判明した。 |
| 伝本丸犬走門         | 若宮八幡神社                                     | 滋賀県大津市別保（北緯34度59分14.93秒 東経135度53分41.36秒 / 北緯34.9874806度 東経135.8948222度）                  | 高麗門、大津市指定文化財、1870年（明治3年）に移築された。 |
| 伝二の丸北東の門     | 膳所神社（表門）                                 | 滋賀県大津市膳所（北緯34度59分41.41秒 東経135度53分27.24秒 / 北緯34.9948361度 東経135.8909000度）                  | 薬医門、重要文化財 |
| 伝本丸土橋門         | 膳所神社（北門）                                 | 滋賀県大津市膳所（北緯34度59分41.66秒 東経135度53分25.27秒 / 北緯34.9949056度 東経135.8903528度）                  | 薬医門 |
| 伝水手門             | 膳所神社（南門）                                 | 滋賀県大津市膳所（北緯34度59分40.53秒 東経135度53分25.51秒 / 北緯34.9945917度 東経135.8904194度）                  | 薬医門 |
| 伝本丸黒門           | 御霊神社                                         | 滋賀県大津市鳥居川（北緯34度58分20.75秒 東経135度54分6.85秒 / 北緯34.9724306度 東経135.9019028度）                 | 薬医門 |
| 伝二の丸北手水門     | 新宮神社                                         | 滋賀県草津市野路（北緯34度59分58.85秒 東経135度57分11.61秒 / 北緯34.9996806度 東経135.9532250度）                  | 棟門 |
| 伝米倉門             | 近津尾神社                                       | 滋賀県大津市国分町（北緯34度57分57.39秒 東経135度53分24.25秒 / 北緯34.9659417度 東経135.8900694度）                | 薬医門 |
| 伝大手門の枡形一の門 | 長徳寺→個人所有（ヤマキ酒店）                    | 滋賀県栗東市岡（北緯35度00分44.79秒 東経135度58分38.76秒 / 北緯35.0124417度 東経135.9774333度）                    | 高麗門、瓦の家紋から1663年（寛文2年）の地震の後に建てられたと推測され、廃城後栗東市の長徳寺の山門として移築された後、老朽化のため取り壊されることになったが、これを知った酒店店主が地元の町づくりに活用するため譲り受けて修復し2013年（平成25年）に移築が完了した。                                           |
| 不明（薬医門）       | 天神社                                           | 滋賀県草津市木川町（北緯35度01分31.99秒 東経135度56分6.16秒 / 北緯35.0255528度 東経135.9350444度）                 | 薬医門、膳所城より移築されたと伝わる。 |
| 本丸東隅櫓           | 芭蕉会館                                         | 滋賀県大津市秋葉台（北緯34度59分30.23秒 東経135度53分3.92秒 / 北緯34.9917306度 東経135.8844222度）                 | 二重櫓、大幅に改造されていて原形を留めていない。俳人団体などの会合に利用されている。 |
| 不明（御椀倉）       | 六体地蔵堂                                       | 滋賀県大津市相模（北緯34度59分48.63秒 東経135度53分15.43秒 / 北緯34.9968417度 東経135.8876194度）                  | 御椀倉、1855年（安政2年）に建てられた。 |

## アクセス
すべて、膳所城跡公園への交通アクセス。膳所浄水場（※二の丸跡）は「本丸町」で下車したほうが近くなるため、膳所本町駅からやや遠くなる。

### 車
- 近江大橋西詰交差点から南郷方面へ1分、唐橋西詰交差点から浜大津方面へ10分。

### バス
- 琵琶湖線（JR西日本）石山駅または大津駅から京阪バス・近江鉄道バスで「膳所公園」下車、徒歩2分。

### 徒歩
- 京阪石山坂本線 膳所本町駅から徒歩7分[8]。